# 39
Cette page concerne l'année 39  du calendrier julien. Pour l'année 39 av. J.-C., voir 39 av. J.-C. Pour le nombre 39, voir 39 (nombre).
L'année 39 est une année commune qui commence un jeudi.

## Événements
- 1er janvier : début du consulat de Lucius Apronius Caesianus et de Caligula[1].
- 1er février : Caligula dépose le consulat[1].
- Printemps : Caligula se rend en Campanie ; il fait construire un pont sur la mer de Pouzzoles à Baïes[2].
- 1er juillet : début du consulat de Cnaeus Domitius Corbulo[1].
- 1er août : début du consulat de Domitius Afer et Aulus Didius Gallus[1].
- 2 septembre : Caligula abolit la mémoire des victoires d'Auguste sur Antoine[2].
- Octobre[3] : campagne de Caligula et de Galba sur le Rhin.
- Avant le 27 octobre : complot de Cnaeus Cornelius Lentulus Gaetulicus, légat de Germanie supérieure et M. Lepidus sous Caligula[2]. La répression qui s’ensuit est sanglante. Mais apeuré, Caligula renonce aux expéditions qu’il avait prévues contre les Germains et les Teutons et se fixe à Rome en 40.
- Hiver : ambassade juive à Rome menée par le philosophe Philon, pour protester contre la situation des Juifs à Alexandrie[3].

- Le tétrarque de Galilée Hérode Antipas essaie de se faire donner le titre de roi par Caligula à l’instar d’Hérode Agrippa Ier ; Caligula le dépose et l’exile à Lyon ou à Lugdunum Convenarum avec sa femme Hérodiade et donne sa tétrarchie à Hérode Agrippa (40)[2].

- À la suite de la destruction d’un autel païen dédié à l’empereur par des Juifs à Jamnia, Caligula ordonne que sa statue soit placée dans le temple de Jérusalem. Le gouverneur de Syrie Publius Petronius, chargé d’ériger la statue, entre à Ptolémaïs. Il se heurte aux manifestations massives des Juifs appuyés par une délégation d’Hérode Agrippa. Petronius réussit à temporiser jusqu’à la mort de Caligula (24 janvier 41)[4].

- Tigellinus, favori du futur empereur Néron, est banni sous l'accusation d'adultère avec les sœurs de Caligula (Agrippine la Jeune et Livilla)[5].
- Année possible du mariage de Claude et de Messaline[6].

## Naissances en 39
- 3 novembre : Lucain (Marcus Annaeus Lucanus), poète romain, neveu de Sénèque et compagnon de Néron. († 30 avril 65).
- 30 décembre : Titus Flavius Sabinus Vespasianus, empereur romain. († 81).

## Décès en 39
- Hérode Antipas, romain, tétrarque de Galilée et Pérée.
- Sénèque l'Ancien, historien et rhéteur romain né en Espagne (° -55, 93 ans).
- 31 décembre, décès d'un sénateur romain au nom inconnu, consul désigner pour l'année 40 avec Caligula[7].